# Cryptotis perijensis
Cryptotis perijensis — вид родини землерийкових. Мешкає у східній Колумбії та західній Венесуелі. Це середній вид Cryptotis. Його довжина тіла становить 68 мм, а хвіст 36 мм. Його шерсть сіра. Його видова назва, perijensis, латиною означає «з Perijá».